# De Havilland Canada DHC-2 Beaver
de Havilland Canada DHC-2 Beaver là một loại máy bay STOL do de Havilland Canada phát triển.

## Biến thể
Beaver I
Beaver AL Mk 1
C-127
YL-20
L-20A Beaver
L-20B Beaver
U-6A
U-6B
Beaver II
Wipaire Boss Turbo-Beaver
Turbo-Beaver III
DHC-2/PZL-3S
Volpar Model 4000
DHC-2T Turbo Beaver

## Quốc gia sử dụng

### Dân sự
DHC-2 được sử dụng rộng rãi bởi các công ty hàng không, lực lượng cảnh sát cũng như các công ty và cá nhân.

### Quân sự
Argentina
- Không quân Argentina

 Úc
- Không quân Hoàng gia Australia

 Áo
- Không quân Áo

 Burma
- Không quân Burma

 Campuchia
- Không quân Hoàng gia Campuchia

 Chile
- Không quân Chile

 Colombia
- Không quân Colombia

 Cuba
- Không quân Cuba

 Cộng hòa Dominica
- Không quân Dominica

 Phần Lan
- Không quân Phần Lan
- Biên phòng Phần Lan

 Pháp
- Không quân Pháp

 Ghana
- Biên phòng Ghana

 Hy Lạp
- Biên phòng Hy Lạp
- Lục quân Hy Lạp

 Haiti
- Lực lượng vũ trang Haiti

 Indonesia
 Iran
- Không quân Đế quốc Iran

 Kenya
- Không quân Kenya

 Laos
- Không quân Hoàng gia Lào

 Lào

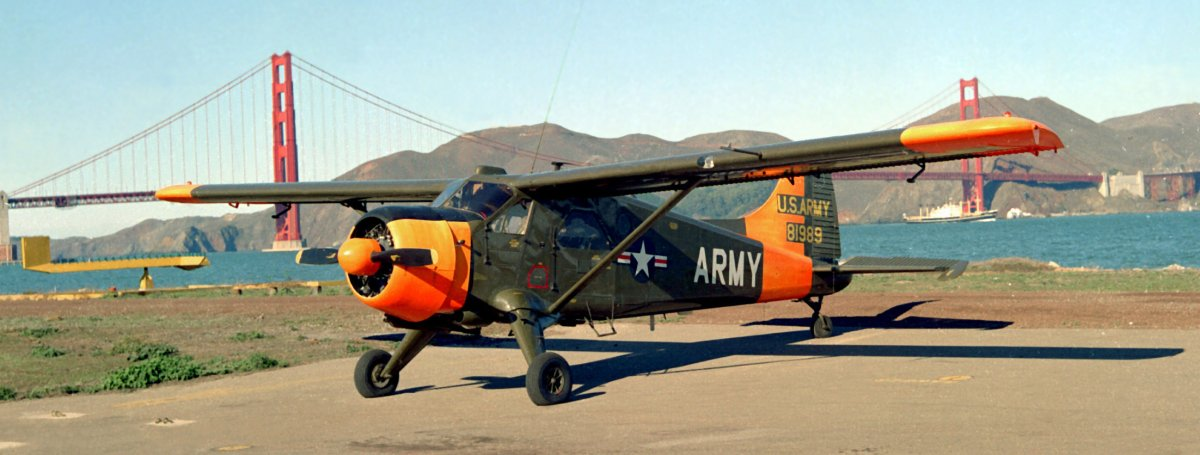

- Không quân Quân Giải phóng Nhân dân Lào

 Hà Lan
- Không quân Hoàng gia Hà Lan

 New Zealand
- Không quân Hoàng gia New Zealand

 Oman
- Không quân Hoàng gia Oman

 Panama
- Lực lượng Cảnh sát Panama

 Paraguay
- Không quân Paraguay

 Perú
- Không quân Peru

 Philippines
- Không quân Philippine

 South Vietnam
- Không lực Việt Nam Cộng hòa

 Việt Nam
- Không quân Nhân dân Việt Nam

 South Yemen
- Không quân Nam Yemen

 Thái Lan
- Lục quân Hoàng gia Thái Lan

 Thổ Nhĩ Kỳ
- Lục quân Thổ Nhĩ Kỳ

 Uganda
 Anh Quốc
- Quân đoàn Không quân Lục quân

 Hoa Kỳ
- Tuần tra Hàng không Dân sự
- Lục quân Hoa Kỳ
- Không quân Hoa Kỳ
- Hải quân Hoa Kỳ

 Nam Tư
- Không quân SFR Nam Tư

 Zambia
- Không quân Zambia

## Tính năng kỹ chiến thuật (DHC-2)
Dữ liệu lấy từ Donald 1997, p. 328.
Đặc điểm tổng quát
- Kíp lái: 1
- Sức chứa: 6 hành khách, 2.100 lb (953 kg) tải trọng
- Chiều dài: 30 ft 3 in (9.22 m)
- Sải cánh: 48 ft 0 in (14.63 m)
- Chiều cao: 9 ft 0 in (2.74 m)
- Diện tích cánh: 250 ft2 (23.2 m2)
- Trọng lượng rỗng: 3.000 lb (1.361 kg)
- Trọng lượng có tải: 5.100 lb (2.313 kg)
- Động cơ: 1 × Pratt & Whitney R-985 Wasp Jr., 450 hp (336 kW) mỗi chiếc

Hiệu suất bay
- Vận tốc cực đại: 158 mph (255 km/h)
- Vận tốc hành trình: 143 mph (230 km/h)
- Tầm bay: 455 dặm (732 km)
- Trần bay: 18.000 ft (5.486 m)
- Vận tốc lên cao: 1.020 ft/min (5,2 m/s)